# Żirajr Poghosjan
Żirajr Poghosjan (orm. Ժիրայր Պողոսյան, ros. Жирайр Теванович Погосян, Żyrajr Tewanowicz Pogosian; ur. 15 stycznia 1942 w Xocavəndzie) – ormiański inżynier i polityk, premier Górskiego Karabachu od 15 czerwca 1998 do 24 czerwca 1999.
Ukończył szkołę w Stepanakercie. Od 1960 do 1965 studiował na Narodowym Uniwersytecie Politechnicznym w Erywaniu, następnie do 1969 pracował w Instytucie Badań Naukowych jako technik, inżynier i projektant. Później od 1969 do 1971 pracował jako projektant w Instytucie Mikroelektroniki, a od 1971 do 1990 w Instytucie Techniki Elektrycznej, gdzie obejmował stanowiska dyrektora departamentu, wicedyrektora i starszego badacza.
Od 1990 do 1992 pracował w służbach specjalnych Armenii. Zaangażował się w działalność polityczną. W 1992 roku tymczasowo pełnił funkcję wicepremiera Górskiego Karabachu, od czerwca 1998 do czerwca 1999 był zaś jego premierem. Nie należy do partii politycznej.
Żonaty, ma dwoje dzieci.